# أويس الثاني الجلائري
السلطان أويس الثاني الجلايري كان حاكمًا جلائريًا للبصرة في جنوب العراق (1415-1421)، وانتهى حكمه في عام 1421 بوفاته. كان ابن شاه ولد الجلائري. في عام 1415، خلف السلطان أويس شقيقه السلطان محمود في منصب حاكمًا للجلائريين. خلال فترة حكمه، قام بحملتين ضد قره قويونلو التركمان في محاولة لاستعادة بغداد للجلائريين. أثناء قيامه بالحملة الثانية قُتل في المعركة. وخلفه أخ آخر هو السلطان محمد.

## طالع أيضًا
- قائمة الحكام الجلايريين في سلطنة الجلائريين

## روابط خارجية
- " Jalayerids

[usurped] ". الموسوعة الإيرانية . مركز الدراسات الإيرانية، جامعة كولومبيا. 16 يونيو 2004. تم استرجاعه في 23 مارس 2006.
| سبقه السلطان محمود الجلائري | حاكم الدولة الجلائرية 1415–1421 | تبعه السلطان محمد الجلائري |